# 黒い瞳のガールフレンド
「黒い瞳のガールフレンド」（くろいひとみのガールフレンド）は、1987年6月25日に発売されたEPOの14枚目のシングル。発売元はDear heart / MIDI。

## 概要
A面曲「黒い瞳のガールフレンド」は、アルバム『GO GO EPO』からのシングルカット。B面曲「TRY TO CALL」は、KDDキャンペーンソング。

## 収録曲
| 全作曲: EPO。 |                            |                |            |                                            |      |
| #             | タイトル                   | 作詞           | 作曲・編曲 | 編曲                                       | 時間 |
| 1.            | 「黒い瞳のガールフレンド」 | 湯川れい子 EPO | EPO        | 村松邦男 乾裕樹（ストリングス&ブラス編曲） | 4:35 |
| 2.            | 「TRY TO CALL」            | EPO            | EPO        | 窪田晴男                                   | 4:45 |
| 合計時間:     | 合計時間:                  | 合計時間:      | 合計時間:  | 9:20                                       |      |

## リリース日一覧
| 地域 | リリース日    | レーベル          | 規格               | 規格品番 | 備考 |
| ---- | ------------- | ----------------- | ------------------ | -------- | ---- |
| 日本 | 1987年6月25日 | Dear heart / MIDI | 7"シングルレコード | MIS-22   |      |

## 関連作品
- エポ / シングル・トラックス –  CDJournal